# Szöuli Lóversenypálya állomás
Szöuli Lóversenypálya állomás a szöuli metró 4-es vonalának állomása; Kvacshon (Gwacheon) városában található. Nevét a Szöuli Lóversenypályáról kapta és 2000 óta hívják így.

## Viszonylatok
| 4-es vonal                                   | 4-es vonal                                          | 4-es vonal                            |
| -------------------------------------------- | --------------------------------------------------- | ------------------------------------- |
| Szonbaü (Seonbawi) Tanggoge (Danggogae) felé | Kvacshon (Gwacheon) vonal személy- és expresszvonat | Nagy Park Anszan (Ansan) és Oido felé |